# Castianeira indica
Castianeira indica är en spindelart som beskrevs av Benoy Krishna Tikader 1981. Castianeira indica ingår i släktet Castianeira och familjen flinkspindlar. Inga underarter finns listade.